# 桃衣香帆
桃衣 香帆（ももい かほ、1995年11月9日 - ）は、日本の管理栄養士、元タレントである。山梨県出身。
元ホリプロデジタルエンターテインメント所属。

## 来歴
SANYOグループイメージガール9代目ミスマリンちゃんに就任し、芸能界デビュー。2020年4月からは、TBSテレビ『7つの海を楽しもう!世界さまぁ〜リゾート』にレギュラー出演している。魅力的なビジュアルを持ちながら、管理栄養士の資格を持ち、食を通じての美容や、栄養に関する正しい知識を発信している。

## 人物
特技は料理、アルペンスキー。趣味は、映画鑑賞、人間観察。

## 出演

### テレビ
- 7つの海を楽しもう!世界さまぁ〜リゾート（2020年4月 - 2023年3月26日、レギュラー出演、TBSテレビ）
- ヒロミ・指原の“恋のお世話始めました” （2021年2月25日（木）、テレビ朝日・AbemaTV）

## 書籍

### 週刊誌
- 週刊プレイボーイ 15号 グラビア（2021年3月29日発売、集英社）

### デジタル写真集
- 桃衣香帆写真集「朝食のあとには。」デジタル限定（2021年3月29日発売、集英社）